# William Malel Sitonik
William Malel Sitonik (ur. 1 marca 1994) – kenijski lekkoatleta specjalizujący się w biegach długich.
W 2011 został mistrzem świata juniorów młodszych w biegu na 3000 metrów oraz wygrał bieg na tym dystansie podczas igrzysk Wspólnoty Narodów kadetów. Brązowy medalista mistrzostw świata juniorów w biegu na 5000 metrów z 2012. 

## Osiągnięcia
| Rok  | Impreza                                       | Miejsce         | Konkurencja    | Pozycja    | Wynik    |
| ---- | --------------------------------------------- | --------------- | -------------- | ---------- | -------- |
| 2011 | Mistrzostwa świata juniorów młodszych         | Lille Metropole | bieg na 3000 m | 1. miejsce | 7:40,10  |
| 2011 | Igrzyska Wspólnoty Narodów juniorów młodszych | Douglas         | bieg na 3000 m | 1. miejsce | 7:57,03  |
| 2012 | Mistrzostwa Afryki w biegach przełajowych     | Kapsztad        | bieg juniorów  | 7. miejsce | 23:42    |
| 2012 | Mistrzostwa świata juniorów                   | Barcelona       | bieg na 5000 m | 3. miejsce | 13:40,52 |

## Rekordy życiowe
- bieg na 3000 metrów – 7:40,10 (2011)
- bieg na 5000 metrów – 13:19,83 (2013)
- bieg na 10 000 metrów – 26:54,66 (2016)